# Ye Chong
Ye Chong (chinesisch 叶冲, Pinyin Yè Chōng; * 29. November 1969 in Shanghai) ist ein ehemaliger chinesischer Florettfechter.

## Karriere
Ye Chong war international insbesondere mit der Mannschaft erfolgreich. Im Einzel gelang ihm sein größter Erfolg bei den Asienspielen 1990 in Peking, als er die Goldmedaille gewann. Auch mit der Mannschaft erreichte er den ersten Rang. 1994 in Hiroshima gewann er zudem mit dem Degen als auch mit dem Florett eine Silbermedaille. Bei Weltmeisterschaften gewann er 1994 in Athen mit der Mannschaft Bronze, 1999 in Seoul und 2003 in Havanna Silber. Fünfmal nahm er an Olympischen Spielen teil: 1988 in Seoul, 1992 in Barcelona und 1996 in Atlanta verpasste er im Einzel und mit der Mannschaft die Medaillenränge, platzierte sich dafür aber mehrfach in den Top Ten. 2000 in Sydney erreichte Ye mit der Mannschaft das Finale. Nach Siegen über Russland und Italien unterlag die chinesische Equipe Frankreich knapp mit 44:45 und gewann somit Silber. Auch bei den Olympischen Spielen 2004 in Athen zog China, nach Siegen über Südkorea und die Vereinigten Staaten, ins Gefecht um die Goldmedaille ein. Dort unterlag die Mannschaft Italien mit 42:45, sodass Ye erneut die Silbermedaille gewann.